# Фудбалски савез Совјетског Савеза
Фудбалски савез Совјетског Савеза (рус. Федерация футбола СССР;(ФФСССР )), је била јавна спортска организација за фудбалски менаџмент у СССР-у, настала 6. маја 1959. трансформацијом Фудбалске секције СССР-а основане 1934. године, а од 1972. главни орган управљања фудбалом у земљи. Активности ФФСССР-а су биле усмерене на развој и популаризацију фудбала у СССР-у. Први председник био је Валентин Гранаткин.
Савез је основан крајем 1934. одлуком Врховног савета физичке културе СССР-а (рус.  Высший Совет Физической Культуры, VSFK) као спортска секција која се бави искључиво фудбалом. Била је то једина организација која је добила признање ФИФА 1946. године.

## Историја
Након успостављања совјетског режима у бившој Руској империји, све његове раније везе у иностранству су прекинуте. Фудбалски живот у земљи, међутим, није стао. У јулу 1920. одржано је прво првенство Руске СФСР, које је освојио колективни градски тим Москве. Генералну управу и организацију спорта у Совјетском Савезу требало је да води Свесавезни савет физичке културе (ВСФК) који је формиран 1920. године. У септембру 1923. одржано је прво првенство Совјетског Савеза које је такође освојено од стране екипе Москве над тимом Петрограда. Након што је Николај Семашко постављен за председника ВСФК, дошло је до сукоба између њега и председника Црвеног спортинтерна Николаја Подвојског.  Касније се овај аргумент придружио још неколико група међу којима су били Комсомол који је био у опозицији Подвојском од 1922. (у време Всевобуча) и разни синдикати.
У августу 1928. године одржана је прва Спартакијада у Москви (не мешати са Спартакијом народа СССР-а) која је укључивала фудбалски турнир.
Дана 27. маја 1934. године установљена је награда „Истакнути мајстор спорта“, која је исте године додељена осморици фудбалера.
Дана 27. децембра 1934. године, Свесавезни савет за физичку културу (ВСФК) Централног извршног комитета Совјетског Савеза (ЦИК СССР) основао је посебну јавну организацију, Фудбалску секцију СССР, да би била задужена за фудбалска дешавања у земљи. Поред тога, постојала је и фудбалска дирекција Совјетског спортског комитета, директно потчињена совјетској влади.
Дана 8. фебруара 1992. године, федерација је призната као матична асоцијација новоосноване Руске фудбалске уније (РФС). У јулу исте године, извршни комитет ФИФА је потврдио сукцесију совјетске федерације као Руски фудбалски савез и поново је примио под новим именом и статутом.